# Saint-Pierre-d'Aubézies
Saint-Pierre-d'Aubézies is een gemeente in het Franse departement Gers (regio Occitanie) en telt 79 inwoners (2009). De plaats maakt deel uit van het arrondissement Mirande.

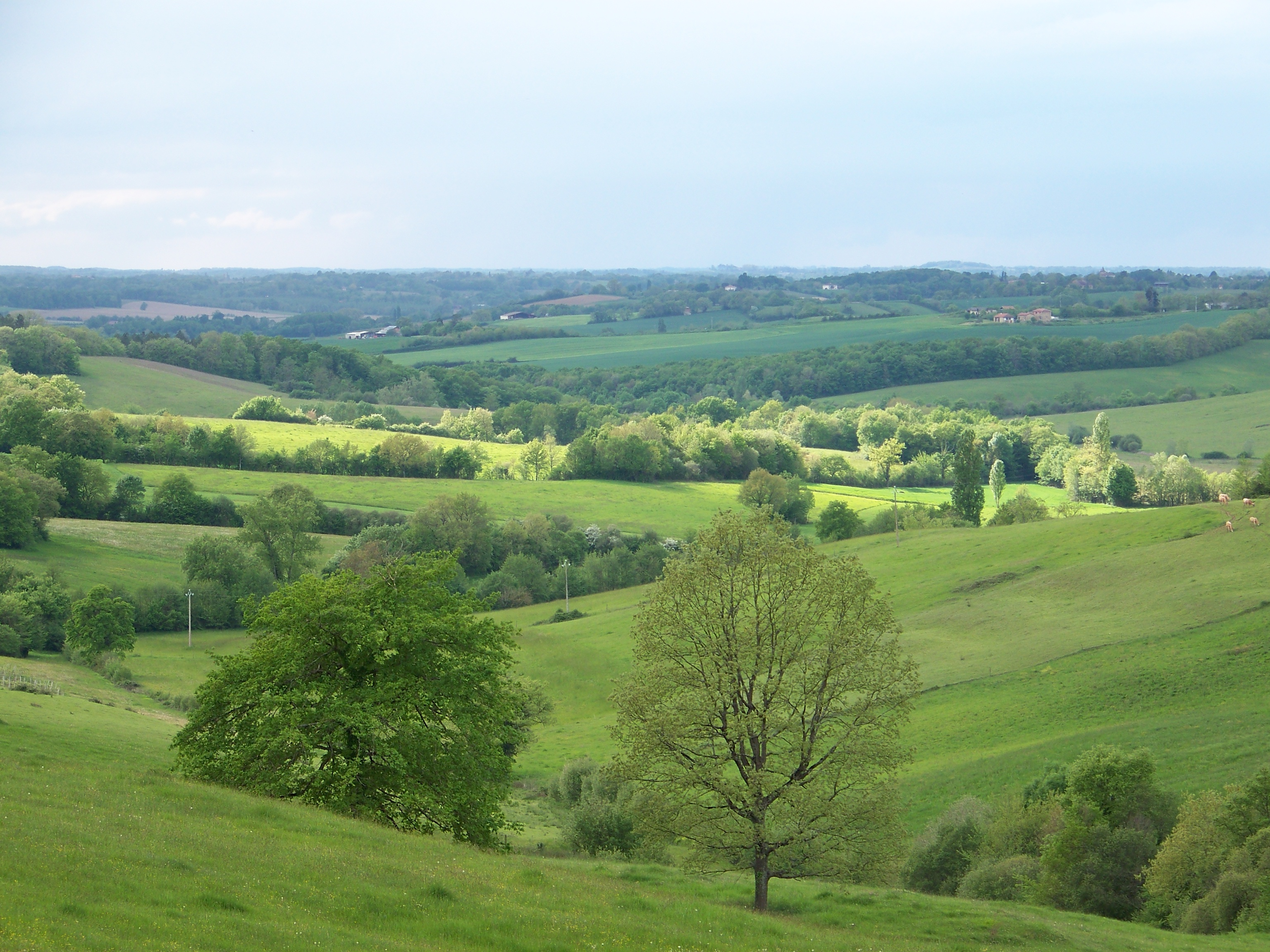
Saint-Pierre-d'Aubezies
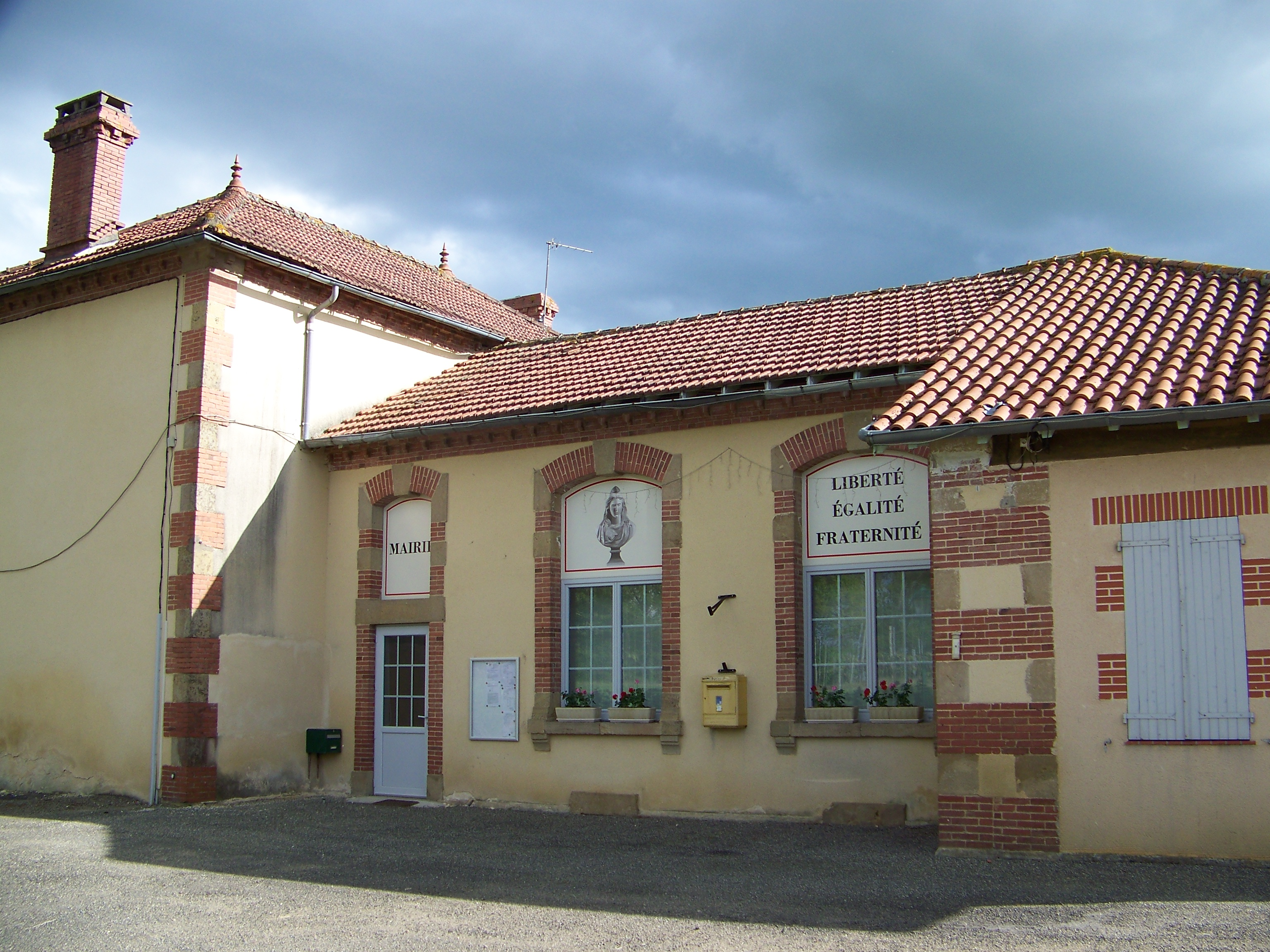
Gemeentehuis
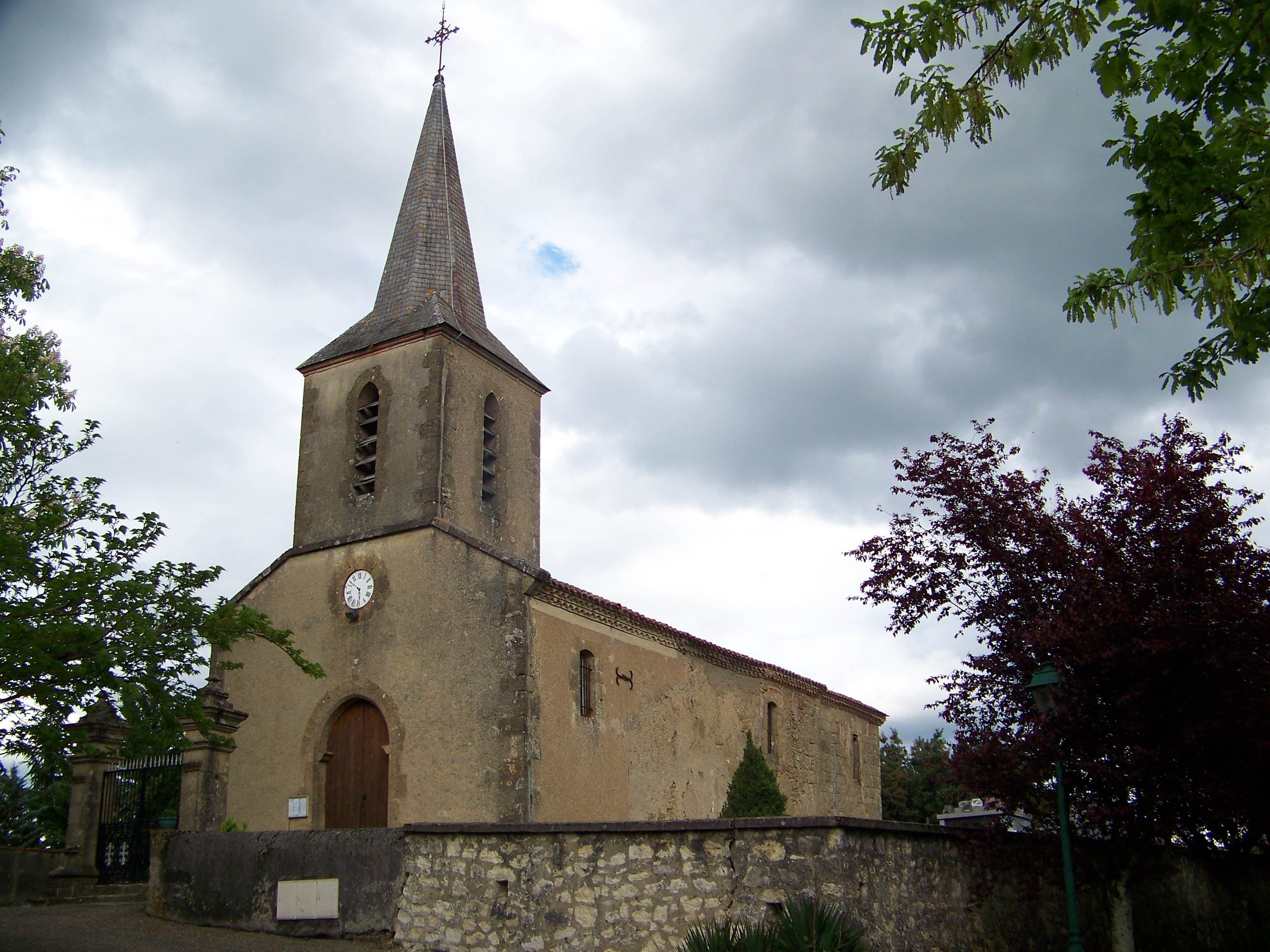
Kerk van Saint-Pierre-d'Aubezies

## Geografie
De oppervlakte van Saint-Pierre-d'Aubézies bedraagt 8,5 km², de bevolkingsdichtheid is dus 9,3 inwoners per km².
De onderstaande kaart toont de ligging van Saint-Pierre-d'Aubézies met de belangrijkste infrastructuur en aangrenzende gemeenten.

## Demografie
Onderstaande figuur toont het verloop van het inwonertal (bron: INSEE-tellingen).
1. ↑  Populations de référence 2022.